# 藁人形

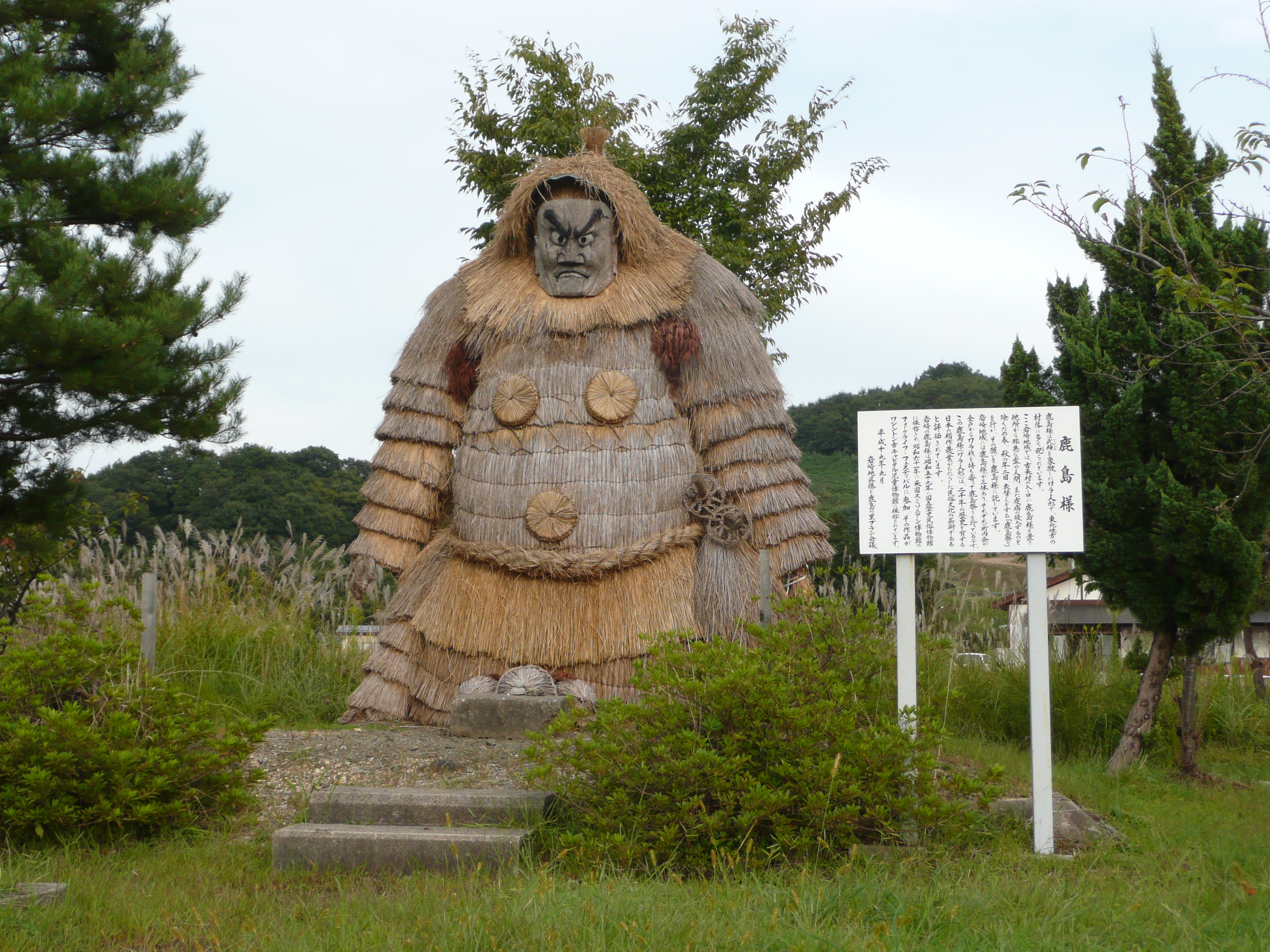
秋田県湯沢市岩崎地区に古くから伝わる鹿島様

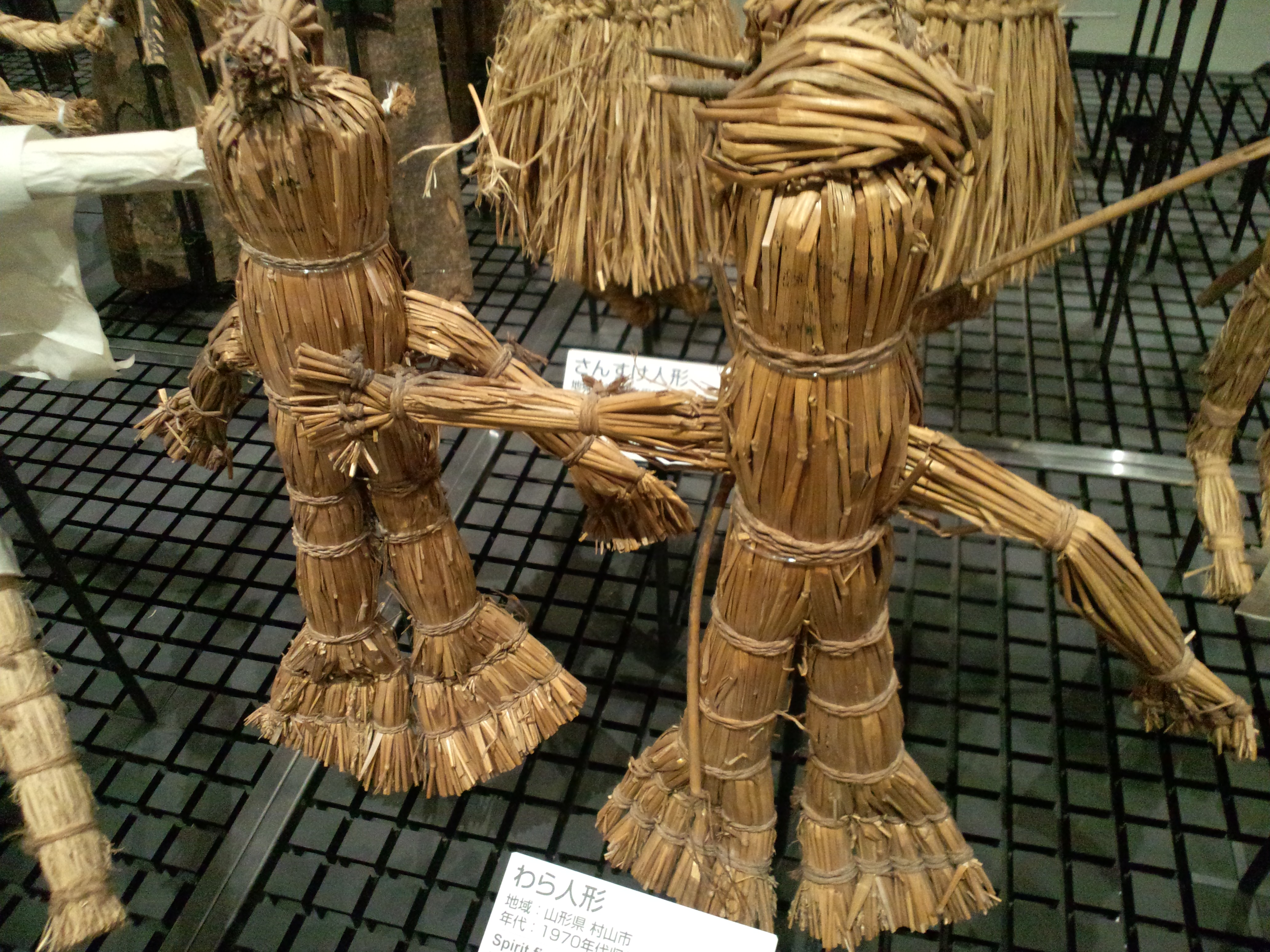
藁人形（山形県村山市、1970年代収集、国立民族学博物館）

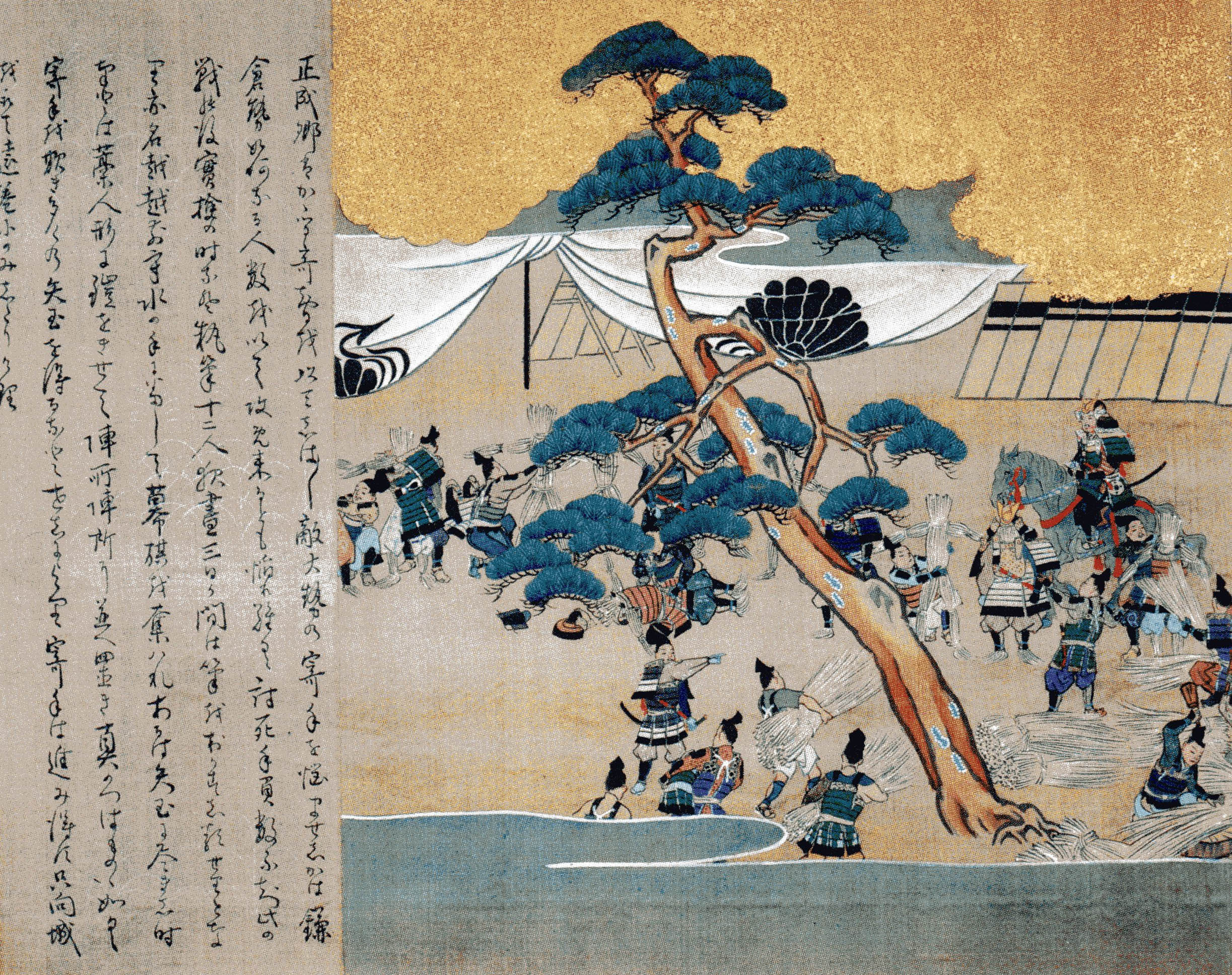
千早城の戦い（1333年）で、武者に見立てた藁人形を作り、甲冑を着せている様子

藁人形（わらにんぎょう）は、藁を束ねたり、編んだりして人間の形を模した人形である。古代中国では芻霊、ないし芻人と呼んだ。
死者の埋葬の際に副葬品として用いられる他、丑の刻参りにおいて用いられる呪いの道具の一種としても知られる。それに関連して、怪奇映画などでは恐怖を象徴する小道具として用いられることもある。日本では平安時代、疫病が横行した際病魔を駆逐する為に藁人形が道端に立てられることもあった他、田畑を食い荒らす害虫を駆逐する為に藁人形を掲げて田畑を歩き、その後川に流すという習俗もあった。合戦などでは、敵を攪乱（かくらん）する為に藁人形に甲冑を着せて人間の武者に見立てることもあったと軍記物語などで言及されている。

## 厄除け
厄除けの道具として用いられることもあり、例えば岩手県和賀郡の旧湯田町（現西和賀町）白木野地域では、藁人形に集落の厄を背負わせ地域の外に送り出して無病息災を祈る白木野人形送り（厄払い祭）が残っており西和賀町無形民俗文化財に指定されている。この白木野人形送りを題材にして同地域の国道107号線沿いに日本一の大きさを誇る藁人形（背丈5m、幅4.3m）が置かれている。

## 形状
藁人形は人型のみならず、馬など獣を模したものも作られる。有名なものとして新潟県新発田市における新発田の藁馬、岡山県の有漢のコトコト馬、福岡県の芦屋の八朔藁馬などがある。

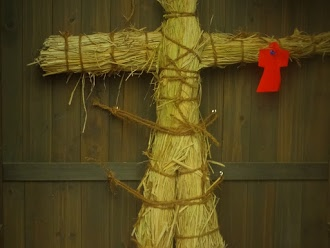
「牛久縁切り稲荷」境内にある縁切り祈願の為の「縁切り藁人形」
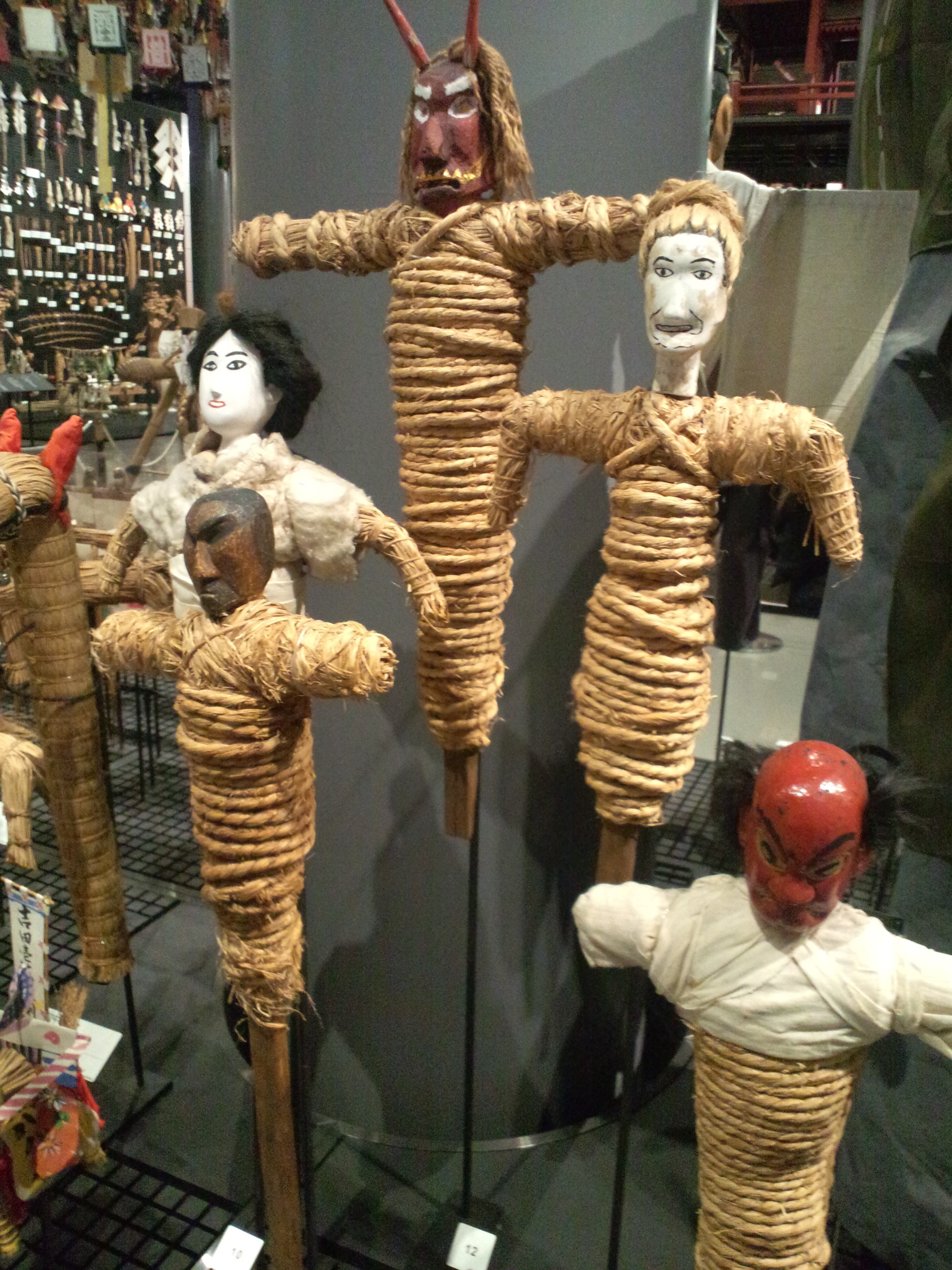
でく（石川県、白山市、1978年製作）
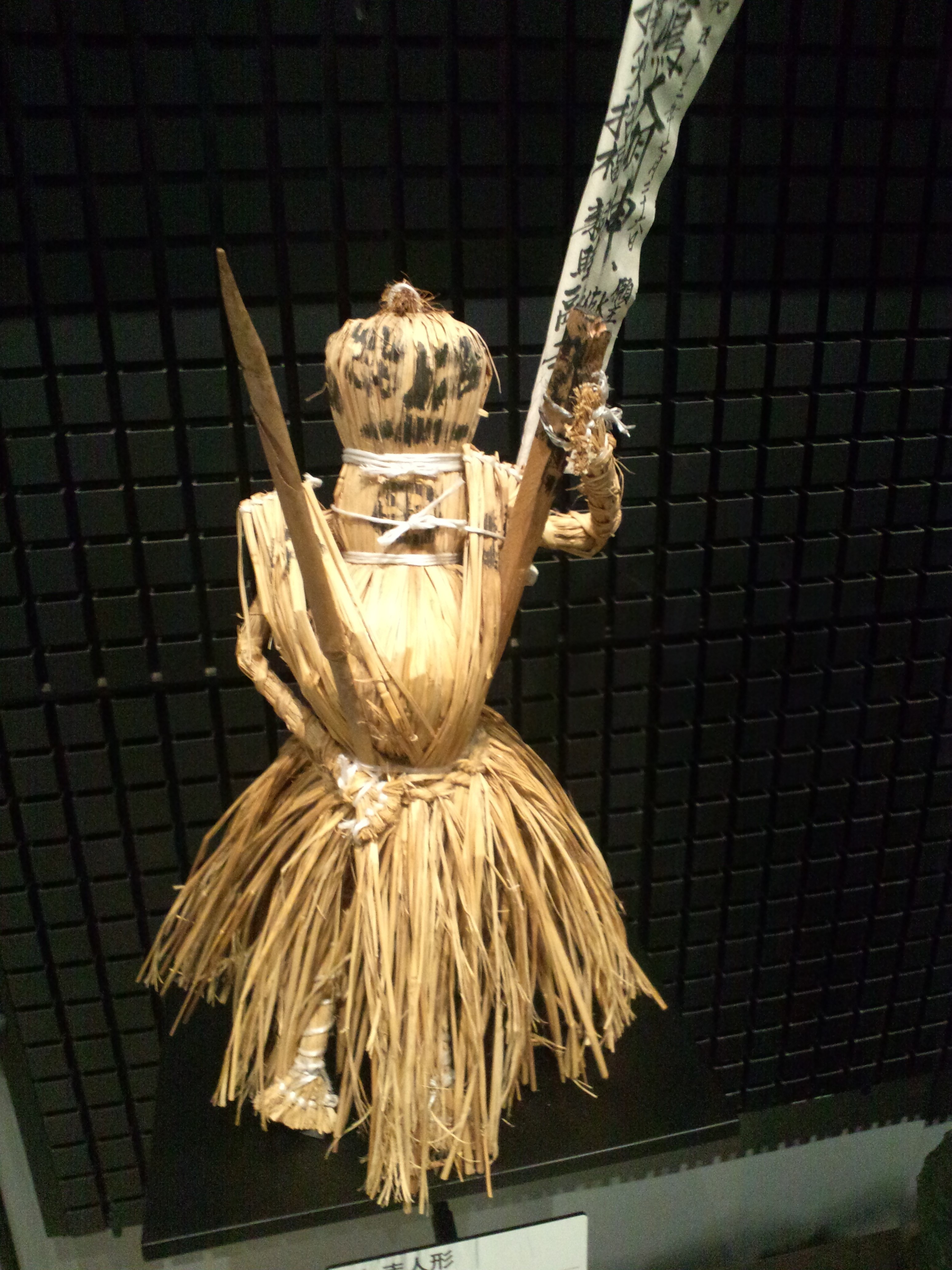
かしま人形（秋田県、1979年制作）
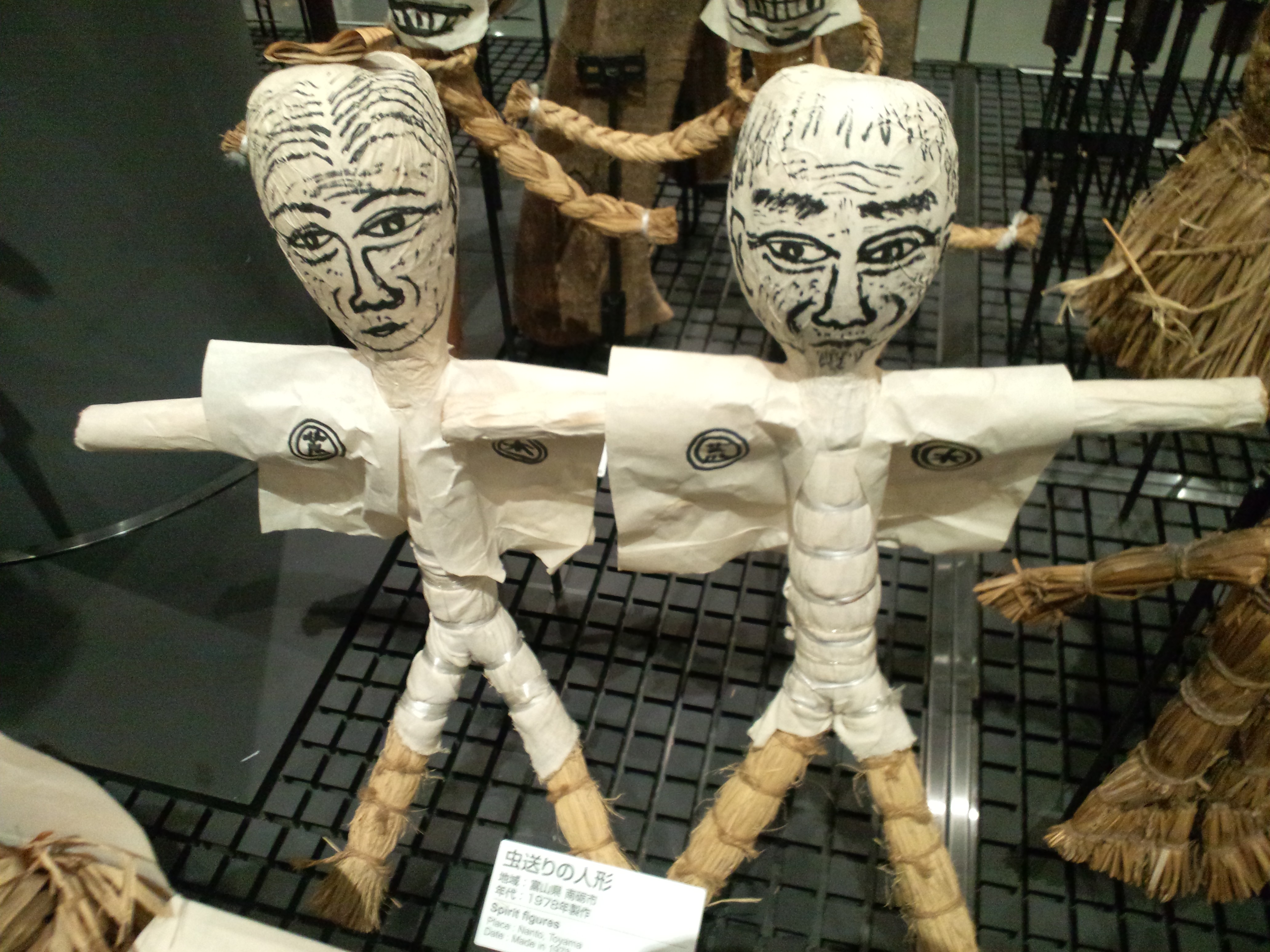
虫送りの人形（富山県、南砺市、1978年製作）
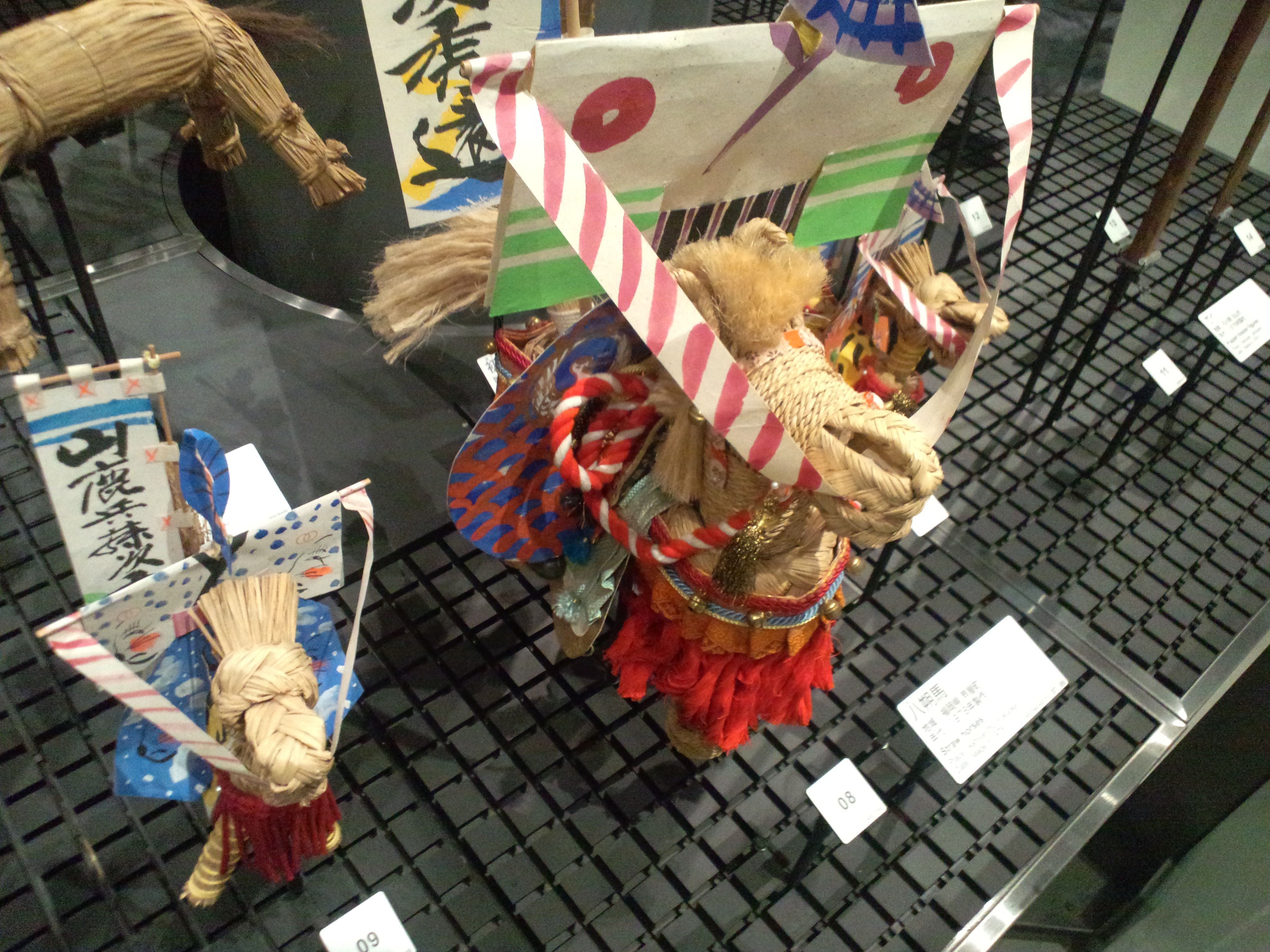
八朔馬「はっさくうま」（福岡県、芦屋町、1978年製作）
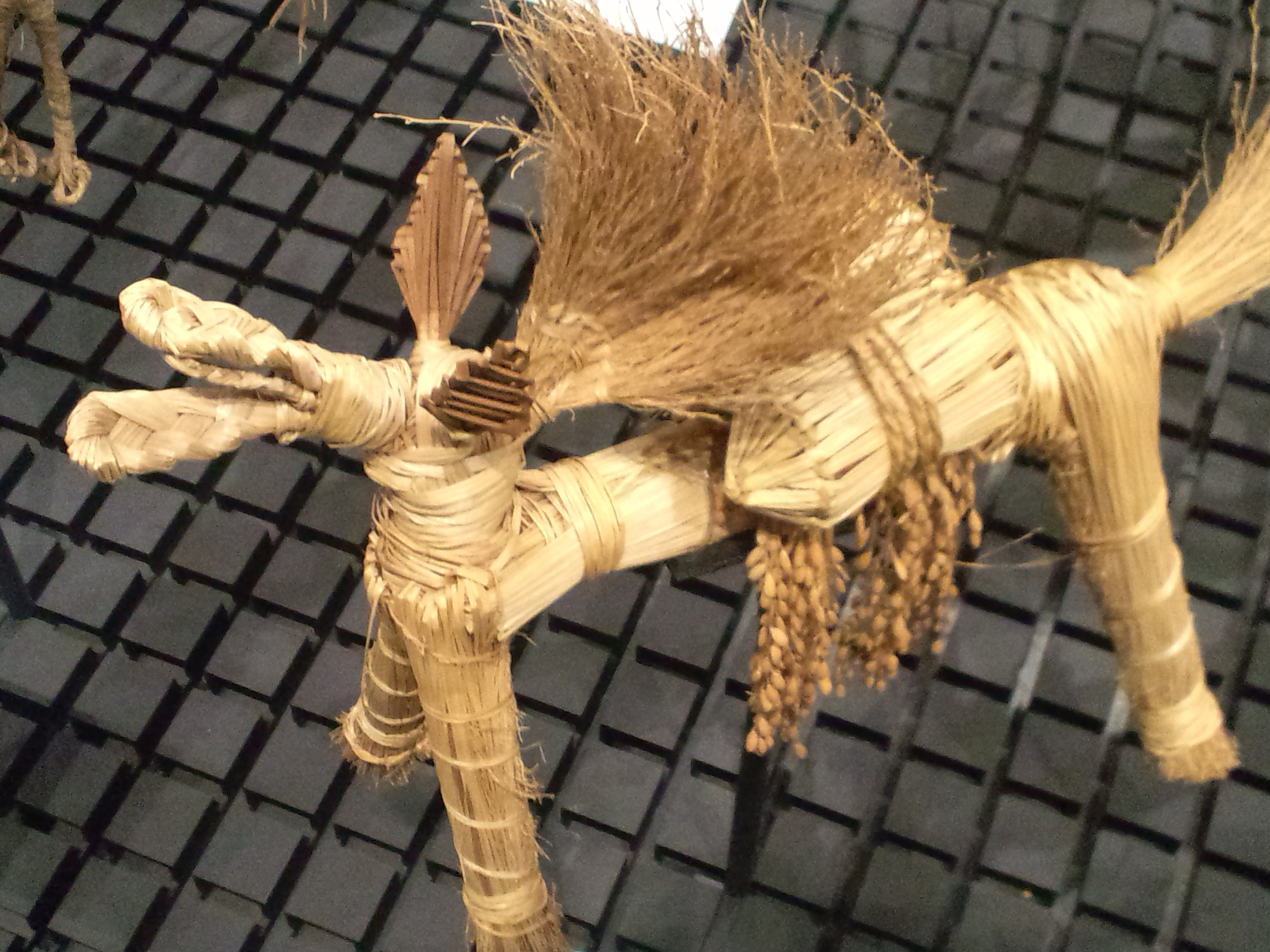
道祖神祭のウマ（鳥取県、大山町、1978年製作）

## 丑の刻参り
五寸釘を使い、丑三つ時に相手と同調関係を得ているもの（髪の毛など）を埋め込み、藁人形に釘を打ち込む。
丑の刻参りについては、学問上は、少なくとも殺人罪や殺人予備罪については、刑法学における不能犯（迷信犯）であり不可罰である。ただし、多くの寺社は私有地であるため丑の刻参りは建造物侵入罪（不法侵入）に問われたり、樹木に打ち付ける行為が器物損壊罪に問われる可能性がある。また、藁人形を使った呪術行為が、相手方に不安を与えるものだったため脅迫罪に問われた事例があるほか、公然と行われたため侮辱罪や名誉毀損罪が問題になった事例がある。
2022年5月の連休明けから、千葉県松戸市内の約10か所の神社の御神木などにロシアのプーチン大統領の顔写真を付けた藁人形が打ち付けられる事態が発生し、6月15日、松戸東署は、同市に在住する男を建造物侵入と器物損壊の疑いで逮捕した。動機はロシアのウクライナ侵攻への抗議と推測される。神社の関係者は、「ご神木には大きな穴が二つ残っている」と話した。同年6月27日、検察庁は男を不起訴処分としたことを発表した。処分保留で釈放し、任意で捜査を続けていたが、器物損壊について神社側が告訴を取り下げたという。

## 暗喩的表現としての藁人形
「民法第94条2項における転得者の扱い」という、法律上のテーマの中で絶対的構成という法理が用いられた判例（大判昭6.10.24）をきっかけに、「藁人形」という言葉が用いられるようになった。
この法理は、民法上、取引の際に意思の欠缺や瑕疵ある意思表示があっても、権利が転々と移転される過程の中で一人でも善意の第三者が出現した場合、それ以降の転得者がたとえ悪意であっても、絶対的確定的に権利を取得し、権利者として保護される、というものだが、上述の判例では、その途中に現れた善意の第三者が、悪意者が意図的に介在させたダミーでない限り、という留保を付けている。そしてこのダミーのことを判例では「藁人形」と呼んでいる。
なお民法上の悪意・善意は社会通念のそれとことなり、「事実を知りながら」「事実を知らず」の意味に過ぎず、「藁人形」とはなんの関わりもない。